# 756 هـ
756 هـ هي سنة في التقويم الهجري امتدت مقابلةً في التقويم الميلادي بين سنتي 1355 و1356.

## مواليد
- عام 756 هـ الموافق حوالي 1356 م ولد العلامة المؤرخ أبو العباس أحمد بن علي بن أحمد بن عبد الله القلقشندي، صاحب كتاب «صبح الأعشا في صناعة الإنشا».
- أبو العباس أحمد المريني
- ابن فهد الحلي

## وفيات
- السمين الحلبي
- تقي الدين السبكي

- عضد الدين الإيجي